# Une fille nommée Amour

Une fille nommée Amour est un film franco-italien réalisé par Sergio Gobbi et sorti en 1969.

## Fiche technique
- Titre italien : Una ragazza chiamata Amore
- Réalisation : Sergio Gobbi, assisté de Jacques-René Saurel et Carlo Cotti
- Scénario : Sergio Gobbi, Jeanne Cressanges
- Production : Dino De Laurentiis Cinematografica, Marianne Productions, Paramount Pictures
- Image : Daniel Diot
- Musique : Romuald
- Montage : Gabriel Rongier
- Durée : 85 minutes
- Date de sortie : 2 avril 1969

## Distribution
- Marie-France Boyer : Corinne
- Daniel Moosmann : Pierrot
- François Leccia : Jean-Luc
- Jean Luciani : Frédéric
- Marc Johannes
- Romuald : Arlequin
- Annabella Incontrera : Cécile

## Bande originale
- Michèle Torr Dis Pierrot (45 tours Philips B 370.778 F)[1].